# 夢人〜ユメジン〜
「夢人～ユメジン～」は、2007年9月19日に発売された谷村新司40作目のシングル。

## 概要
前作「風の暦」から1年ぶりとなる新曲。
「夢人～ユメジン～」は、NHK教育テレビ『みんなのうた』で、2007年8月から9月にかけて放送され、5分間1曲枠で放送された。作曲・編曲は千住明の手によるもので、谷村は作詞のみ手掛けている。
アニメーションは、「チグエソ 地球の空の下で」を手掛け、今回で番組2回目の参加となる一色あづるが手掛けた。
カップリングには、2007年の日本テレビ系『24時間テレビ 愛は地球を救う30』でテーマソングとして使用された、「サライ」（1992年）に続く加山雄三との2度目のコラボ曲「勇気のカタチ 〜私を変えてくれたあなたへ〜」が収録されている。
その他、アルバム『オリオン13』からのリカット「ココロノジカン」と、書き下ろしの楽曲「カノン」を合わせた、全4曲シングルとなっている。
「夢人〜ユメジン〜」MV収録DVD付の2枚組仕様。

## チャート成績
オリコン初登場16位。前作に続きオリコントップ20入り。デイリー最高7位（初登場）。

## 収録曲
全作詞・作曲：谷村新司（特記以外）

### CD
1. 夢人～ユメジン～
  - 作曲・編曲：千住明
2. カノン
  - 編曲：瀬戸谷芳治
3. ココロノジカン
  - 編曲：妹尾武
4. 勇気のカタチ 〜私を変えてくれたあなたへ〜
  - 作曲：弾厚作　編曲：瀬戸谷芳治
5. 夢人～ユメジン～（オリジナル・カラオケ）
6. カノン（オリジナル・カラオケ）
7. ココロノジカン（オリジナル・カラオケ）
8. 勇気のカタチ ～私を変えてくれたあなたへ～（オリジナル・カラオケ）

### DVD
1. 夢人～ユメジン～ NHKみんなのうた アニメーション映像

## 備考
- この曲のヒットを受け、またNHKの『みんなのうた』で放送されたこともあり、その年の『第58回NHK紅白歌合戦』への出場が期待された。しかし本人が辞退したため、出演することはなかった。
- 谷村新司の『みんなのうた』出演は、本作が唯一である。
- 1989年4月 - 5月に堀内孝雄が『旅人のように』で『みんなのうた』出演、そして本曲となった事で、アリスのメンバーで『みんなのうた』に出演していないのは矢沢透のみとなった。